# Joyce Tyldesley
Joyce Ann Tyldesley (Bolton, 25 de febrero de 1960) es una arqueóloga y egiptóloga, académica, escritora y divulgadora británica que se especializa en las mujeres del antiguo Egipto y en la enseñanza en línea.

## Biografía
Tyldesley nació en Bolton, Lancashire y asistió a la Bolton School. En 1981 obtuvo una licenciatura de primera clase en arqueología del Mediterráneo oriental por la Universidad de Liverpool. Sus estudios de doctorado los realizó en la Universidad de Oxford; primero en St Anne's College y luego, tras la concesión de una beca, en St Cross College. En 1986 obtuvo un doctorado en Arqueología Prehistórica por la Universidad de Oxford. Su tesis fue escrita sobre los bifaces de Musterie (hachas de mano) en el norte de Europa. Posteriormente se integró al personal docente de la Universidad de Liverpool, enseñando arqueología prehistórica.
En 2007 Tyldesley se incorporó a la Universidad de Mánchester, trabajando de manera conjunta con el Museo de Mánchester y la Facultad de Ciencias de la Vida. Es profesora de egiptología en el Departamento de Clásicos, Historia Antigua, Arqueología y Egiptología, donde es tutora y directora del programa de Certificado de Egiptología en línea de tres años, del programa de Diploma de Egiptología en línea de dos años y del programa de Máster de Egiptología en línea de dos años a tiempo parcial. Diseñó, escribe, dirige y enseña un conjunto de cursos cortos en línea sobre egiptología, y ha creado varios cursos gratuitos de egiptología en línea (MOOC), en colaboración con el Museo de Mánchester. Mumford the Mummy es una serie de lecciones dirigidas a niños de primaria de Key Stage 2, disponibles gratuitamente a través de Nearpod.
En 2011, recibió un doctorado honorario por la Universidad de Bolton en reconocimiento a su contribución a la educación. Es miembro principal de la Academia de Educación Superior (HEA) e investigadora asociada del Museo de Mánchester. Además es la presidenta de la Sociedad de Arqueología y Egiptología de Bolton y exadministradora de la Sociedad de Exploración de Egipto.
Tiene una amplia experiencia en trabajos de campo arqueológicos, habiendo excavado en Gran Bretaña, Europa y Egipto, donde trabajó con el Museo Británico en Hermópolis Magna, con la Universidad de Liverpool en el Delta del Nilo Oriental, y donde realizó su propio estudio de campo en Tuna el-Gebel. Se encuentra involucrada en un proyecto de investigación, Iron from the Sky, en el que se investiga el uso de hierro de meteorito en el antiguo Egipto.
Asimismo Tyldesley es contadora colegiada parcialmente calificada y pasó veinte años apoyando su carrera como escritora trabajando como gerente de pequeñas empresas para Crossley and Davis Chartered Accountants en Bolton.

## Editora
En 2004 estableció, con Steven Snape, Rutherford Press Limited, una firma editorial dedicada a publicar libros serios pero accesibles sobre el antiguo Egipto mientras recaudaba dinero para el trabajo de campo de la egiptología. La editorial donó un total de £ 3000 al Museo de Mánchester, la Sociedad de Exploración de Egipto y el proyecto de trabajo de campo de la Universidad de Liverpool en Zawiyet umm el-Rakham. Rutherford Press cerró en febrero de 2017 para permitir que Tyldesley se concentrara en su enseñanza.

## Escritos
Escribió una amplia variedad de libros académicos y de divulgación para adultos y niños, incluidos libros que acompañan a las series de televisión Private Lives of the Pharaohs (Canal 4), Egypt's Golden Empire (Lion Television) y Egypt (BBC). En enero de 2008, el libro Cleopatra: Last Queen of Egypt, fue el Libro de la Semana en BBC Radio 4. Su obra para niños, The Lost Scroll, se estrenó en el Museo Kendal en 2011. Su libro Tutankhamen's Curse (publicado en español como La maldición de Tutankamón Tutankhamen) fue galardonado con el premio Felicia A. Holton Book Award 2014 por el Instituto Arqueológico de América.
También ha contribuido con artículos sobre los temas de su especialidad en la Enciclopedia Británica.

## Libros publicados
- The Wolvercote Channel Handaxe Assemblage: A Comparative Study (Oxford: British Archaeological Reports, 1986)
- The Bout Coupe Biface: a Typological Problem (Oxford: British Archaeological Reports, 1987)
- Nazlet Tuna: An Archaeological Survey in Middle Egypt (with Steven Snape) (Oxford: British Archaeological Reports, 1988)
- Daughters of Isis: Women of Ancient Egypt (London: Viking/Penguin, 1994). En español: Hijas de Isis. Mr. Ediciones, 1998. ISBN 978-84-270-2333-8
- Hatchepsut: The Female Pharaoh (London: Viking/Penguin, 1996)
- Nefertiti: Egypt's Sun Queen (London: Viking/Penguin, 1999)
- The Mummy: Unwrap the Ancient Secrets of the Mummy's Tombs (London: Carlton Books Ltd., 1999)
- Ramesses: Egypt's Greatest Pharaoh (London: Viking/Penguin, 2000)
- Judgement of the Pharaoh: Crime and Punishment in Ancient Egypt (London: Weidenfeld & Nicolson, 2000)
- The Private Lives of the Pharaohs (London: Channel 4 Books, 2000)
- Egypt's Golden Empire: The Age of the New Kingdom (London: Headline, 2001)
- Tales from Ancient Egypt (Rutherford Press Ltd., 2001)
- Pyramids: The Real Story behind Egypt's most Ancient Monuments (London: Viking/Penguin, 2003)
- Unearthing the Past (with Paul Bahn and Douglas Palmer) (London: Mitchell Beazley, 2005)
- Egypt: How a Lost Civilization was Rediscovered Companion book, (London: BBC Books, 2005). En español: Los descubridores del antiguo Egipto. Destino, 2006. ISBN 978-84-233-3854-2
- Chronicle of the Queens of Egypt (London: Thames & Hudson Ltd., 2006)
- Egyptian Games and Sports (Princes Risborough: Shire Books, 2007)
- INSIDERS: Egypt (Ancient Egypt Revealed) (Templar, 2007)
- Mummy Mysteries: The Secret World of Tutankhamun and the Pharaohs (London: Carlton Books Ltd., 2007). En español: Los misterios de las momias. Everest, 2007. ISBN 978-84-241-7098-1
- Cleopatra: Last Queen of Egypt (London: Profile Books Ltd., 2008). En español: Cleopatra. Ariel, 2008. ISBN 978-84-344-1346-7
- The Pharaohs (London: Quercus, 2009)
- Myths and Legends of Ancient Egypt (London: Viking/Penguin, 2010). En español: Mitos y leyendas del antiguo Egipto. Austral, 2016. ISBN 978-84-08-15123-4
- Stories from Ancient Greece and Rome (Oxbow Books, 2017)
- Tutankhamen's Curse: The Developing History of an Egyptian King (London: Profile Books Ltd., 2012) En español: La maldición de Tutankamón..Ariel, 2012. ISBN 978-84-344-0555-4
- Stories from Ancient Egypt: Egyptian Myths and Legends for Children (Oxbow Books, 2012)
- Nefertiti's Face: The Creation of an Icon (London: Profile Books Ltd., 2018)
- From Mummies to Microchips: A Case Study in Online Learning (with Nicky Nielsen) (Routledge 2020)